# زیردریایی اس-۱۷۸
زیردریایی اس-۱۷۸ (به انگلیسی: Soviet submarine S-178) یک زیردریایی بود که طول آن ۷۶ متر (۲۴۹ فوت ۴ اینچ) بود. این زیردریایی در سال ۱۹۵۴ ساخته شد.